# Potres v Zagrebu (2020)
Ob 6:24 zjutraj 22. marca 2020 je potres z močjo 5,3 Mw, 5,5 ML prizadel Zagreb na Hrvaškem z epicentrom 7 kilometrov severno od središča mesta. Največja intenziteta občutka na lestvici Medvedev – Sponheuer – Karnik je bila VII–VIII (zelo močna do uničujoča). Potresu so sledili številni popotresni sunki, med katerimi je bil najmočnejši z jakostjo 5,0. To je bil najmočnejši potres v Zagrebu po potresu leta 1880 in je povzročil znatno škodo v zgodovinskem središču mesta. Poročali so, da je bilo več kot 1900 stavb poškodovanih do te mere, da so postale neprimerne za bivanje. Potres so čutili tudi v Sloveniji. Ena oseba je umrla, 27 drugih pa je bilo ranjenih.
Potres se je zgodil med pandemijo koronavirusa in zapletel izvrševanje ukrepov socialnega distanciranja, ki jih je določila hrvaška vlada. Potres se je zgodil med hrvaškim predsedovanjem Svetu Evropske unije.
Neposredna potresna škoda, povzročena Zagrebu in Krapinsko-zagorski županiji, je bila ocenjena na 86 milijard hrvaških kun (11,5 milijarde EUR).

## Geologija
Zagreb leži južno od planine Medvednica. Severni rob gore tvori velik vzvratni prelom, ki je bil aktiven v času kvartarja, severnega preloma Medvednice. Potresi na tem območju vključujejo obratno gibanje po napakah v trendu zahod-jugozahod-vzhod-severovzhod ali prelome zaradi zdrsa bodisi na severozahodu-jugovzhodu (desno) bodisi zahod-jugozahod-vzhod-severovzhod (sinistral).

## Potres
Potres je imel moč 5,3 Mwand v globini 10 kilometrov po naprednem nacionalnem potresnem sistemu in 5,5 ML po podatkih seizmološke službe Hrvaške. Največja zaznana intenzivnost na lestvici Medvedev – Sponheuer – Karnik (MSK) je bila od VII (zelo močna) do VIII (škodljiva) in VII (zelo močna) na evropski makroseizmični lestvici (EMS-98). To je bil najmočnejši potres v Zagrebu po potresu leta 1880. 
Epicenter potresa je bil v severnem predmestju hrvaške prestolnice Zagreb, v naravnem parku Medvednica, z najbližjimi soseskami, vključno z Markuševcem in Vidovcem (v mestni četrti Podsljeme), Čučerjem (v okrožju Gornja Dubrava) in Kašino (v Okrožje Sesvete). 
Žariščni mehanizem potresa kaže na obratni prelom na trendu preloma zahod-jugozahod-vzhod-severovzhod. To je skladno z gibanjem na strukturi, povezani s prelomom Severna Medvednica.

## Popotresni sunki
V sedmih urah po glavnih tresljajih je bilo zabeleženih več kot 30 popotresnih sunkov, z več kot 100 popotresnimi sunki, povezanimi s potresom, vendar je bila večina šibkejših od 2,0 stopnje. Do 14. aprila je bilo po potresu zaznanih 145 popotresnih sunkov, večjih ali enakih 1,3 Mw in 850 pod 1,3 Mw, med katerimi naj bi bilo 8 z magnitudo 3,0 ali več, največji pa je bil 5 Mw ob 6:01 UTC po podatkih seizmološke službe Hrvaške. Po obdobju nižje potresne aktivnosti je bilo junija 2020 zabeleženih več potresov manjše intenzivnosti.

## Odziv
Predsednik Zoran Milanović, premier Andrej Plenković in župan Zagreba Milan Bandić so dali izjave in državljane, ki so zapustili domove, pozvali, naj ostanejo na varnostni razdalji zaradi trajajoče pandemije koronavirusa. Bolnišnica za nalezljive bolezni je na kratko prenehala s testiranjem na koronavirus, ki se je nadaljevalo čez dan. Ministrstvo za obrambo je mobiliziralo vojsko za pomoč pri pospravljanju ruševin z ulic. Državljani, katerih domovi so bili hudo poškodovani, so bili nastanjeni v študentskem domu. Naslednji dan je župan Bandić razglasil izredne razmere. 
Predsednik Evropskega sveta Charles Michel je 22. marca Hrvaški sporočil podporo in dejal, da je Evropska unija pripravljena pomagati po močnih potresih, ki so danes zjutraj prizadeli Zagreb. Evropski komisar za krizno upravljanje Janez Lenarčič je dejal, da je Koordinacijski center za nujni odziv v stiku s hrvaškimi oblastmi.  
24. marca je bilo objavljeno, da so igralci hrvaške nogometne reprezentance za pomoč prispevali 4.200.000 hrvaških kun. 25. marca je bilo objavljeno, da so se člani vlade in veleposlanik ZDA na Hrvaškem Robert Kohorst odrekli marčevskim plačam v korist žrtev. Predsednik parlamenta Gordan Jandroković je poslance povabil, naj storijo enako. Istega dne je GNK Dinamo Zagreb daroval 250.000 kun Kliniki za otroške bolezni Zagreb in UKC Zagreb. 
27. marca, pet dni po potresu, so bili ukrepi za preprečevanje širjenja pandemije zmanjšani, da bi omogočili odprtje trgovin z gradbenim orodjem in materiali, da bi Zagrebčanom omogočili sanacijo potresne škode. Od naslednjega dne je bilo parkiranje v nekaterih prizadetih soseskah začasno brezplačno. 
Župan Krapinsko-zagorske županije Željko Kolar je za mesto Donja Stubica ter občini Gornja Stubica in Marija Bistrica razglasil izredne razmere. Po obisku regije je Plenković dejal, da je potresna škoda veliko večja, kot so sprva mislili. Ministrstvo za obrambo je za dokumentiranje škode napotilo 50 vojaških brezpilotnih letal. 

### Financiranje popravil
Zagrebška uprava je sprva izjavila, da bo v skladu z veljavno zakonodajo plačala do 5 odstotkov stroškov popravila nezavarovanih nepremičnin, katerih škoda je presegla 60 odstotkov njihove vrednosti, kar je bila po zakonu zgornja meja. Župan Bandić je dejal, da bi lahko 95 odstotkov škode, ki so jo utrpele zgradbe na osrednjem območju Zagreba, preprečili s projektom prenove fasade, za katero po njegovih besedah ni mogel najti podpore. Naslednji dan, 26. marca, je minister za gradbeništvo in prostorsko načrtovanje Predrag Štromar v dogovoru z županom Bandićem napovedal spremembe zakona in poseben sklad za pomoč Zagrebu. Hrvaški premier Plenković se je 30. marca sestal z županom Bandićem in razpravljal o posledicah potresa. Bandić je dejal, da mesto ne more plačevati popravil zasebne lastnine in da je »vzrok [škode] zanemarjanje osebnega premoženja« in dodal, da »so tisti, ki so vlagali v njihovo lastnino, dobro delali.« Opozicija kritiziral njegove izjave kot krivdo za potresno škodo lastnikom domov. 
Zaradi snega, dežja in hladnega vremena v dneh neposredno po potresu so se nekateri prebivalci kmalu po potresu lotili samostojnega popravila domov. Ministrstvo za gradbeništvo in prostor je 30. marca objavilo, da bo financiralo popravila poškodovanih hiš in stanovanj. 
3. aprila so zagrebški državljani, nezadovoljni z vodenjem mesta župana Bandića v kriznih razmerah, ob 19. uri na CEST razbili lončke na svojih balkone in protestirali v okviru pobude: »Odstopite, vi ste krivi, dovolj je bilo.« Akcija se je ponovila 17. aprila. Organizatorji so zahtevali stanovanja za tiste, ki jih je potres ostal brez domov, »pošteno, pregledno in hitro« prenovo mesta, mesto pa naj se posvetuje z združenji gradbene industrije. Ti ukrepi so bili nadaljevanje tekočih protestov proti županu Bandiću, ki so bili ustavljeni zaradi pandemije koronavirusa. 
Minister Štromar je predstavil osnutek zakona za obnovo poškodovanih objektov. Osnutek je bil kritiziran, ker je zadržal ureditev javnih razpisov, ni financiral popravil objektov, katerih lastniki imajo v lasti drugo nepremičnino, prebivalcem je bilo treba plačati najemnino za stanovanja, ponujena kot začasna zamenjava, in ker ni imel usposobljenosti, da bi zagotovil prihodnje  trdnost bo povzročila manj škode.
Državna preiskava v proračunu mesta Zagreb je pokazala, da ima mesto 1,9 milijarde kun dolga (250 milijonov EUR) in da je bil sklad za naravne nesreče »zapravljen« za različna združenja, projekte verskih skupnosti in stranke. Med drugimi ugotovljenimi nepravilnostmi naj bi dohodek od rente spomenikov, zbran od lastnikov stavb, za katere velja, da jih je vredno ohraniti, porabili za projekte obnove omenjenih stavb, vendar v času revizije nobena pogodba o obnovi ni bila sklenjena.  

## Škoda
Poročali so, da je 26.197 zgradb utrpelo škodo, od tega je bilo 1900 nepopravljivih. Nekatere soseske so ostale brez elektrike in toplovoda, na nekaterih območjih pa brez interneta. Potres je povzročil več požarov. Večina poškodovanih stavb je bila zgrajenih v 18. in 19. stoletju, precej pred zakonom iz leta 1964, po katastrofalnem potresu v Skopju, ki je določal, da je treba pri načrtovanju in gradnji stavb upoštevati potresno zaščito. Zlasti stavbe iz armiranega betona, ki so bile v Zagrebu v tridesetih letih uvedene kot gradbena tehnika, so potres prenesle z zanemarljivo škodo.
Najbolj prizadete so bile starejše stavbe v zgodovinskem središču Zagreba. Eden od zvonikov zagrebške stolnice se je odlomil in padel na palačo nadškofa Josipa Bozanića. Bazilika Jezusovega srca je bila močno poškodovana. Del strehe stavbe hrvaškega parlamenta se je podrl in zasedanja parlamenta so bila prekinjena. Banski dvori, v katerih je hrvaška vlada, so utrpeli le manjšo škodo. 
V potresu je bila poškodovana večina muzejev v središču mesta, med drugim Muzej za umetnost in obrt, Hrvaški zgodovinski muzej in Šolski muzej. Direktor Hrvaškega zgodovinskega muzeja je dejal, da njihova stavba ni več statično varna. Stavba hrvaške tiskovne agencije je bila močno poškodovana, vendar je še naprej delovala in zagotavljala storitve strankam. Stavba Kolmar na Trgu bana Jelačića, v kateri je bilo Društvo hrvaških pisateljev, je med potresom izgubila eno kupolo, drugo pa so morali zaradi močnih poškodb gasilci podreti. Poročali so o veliki škodi dveh zgradb gledališča Komedija. Druga gledališča, vključno s Hrvaškim narodnim gledališčem leta 1895, niso utrpela večje škode.  Manjšo škodo so zabeležili tudi na Pravni fakulteti, Hrvaškem glasbenem inštitutu in pravoslavni katedrali. 
Največja mestna porodnišnica, porodniški oddelek UKC na Petrovi ulici, je bila evakuirana. Tudi 23 osnovnih šol, 2 srednji šoli, 20 univerzitetnih fakultet in 18 inštitutov je prijavilo škodo. V Donji Stubici, Gornji Stubici in Mariji Bistrici je bilo popolnoma uničenih 53 hiš, skupna škoda pa je ocenjena na več kot 75 milijonov kun.
Bližnja jedrska elektrarna Krško v Sloveniji ni utrpela škode in je še naprej normalno delovala. Na zemljišču posebne bolnišnice za medicinsko rehabilitacijo Stubičke Toplice se je po potresu odprla 3 metre široka ponikalnica. 
Štirje avtonomni internetni sistemi na Hrvaškem so zaradi potresa izginili brez povezave, kar je povzročilo motnje v dostopu do interneta, vendar je bila povezava obnovljena do naslednjega dne. 
17. aprila je bil zaradi nagiba med potresom odstranjen severni zvonik zagrebške katedrale. 
Minister Štromar je predstavil oceno Fakultete za gradbeništvo v Zagrebu o skupni škodi v potresu. Po oceni je škoda v Zagrebu in okolici približno 42 milijard kun ali 5,6 milijarde evrov.

## Žrtve
22. marca je bilo ranjenih 17 ljudi, 15-letno dekle pa je bilo v kritičnem stanju. Tri osebe so bile poškodovane v Krapinsko-zagorski županiji, 11 v Zagrebu in tri v zagrebški županiji. Naslednji dan je bilo prijavljenih še deset poškodb, zaradi česar je bilo ranjenih 27 ljudi. 23. marca je 15-letna zagrebška deklica, ki je bila v kritičnem stanju, podlegla poškodbam in umrla. Je edina žrtev potresa. 
27. marca je prostovoljni gradbeni delavec med popravilom škode zaradi potresa umrl zaradi padca z zgradbe.

## Evropska pomoč
Osem evropskih držav je ponudilo pomoč za pomoč: 
- Slovenija je poslala 60 ležišč in spalnih vreč, 20 električnih grelnikov za šotore S2 in 10 zimskih šotorov za osem oseb.
- Avstrija je poslala 100 zimskih šotorov za pet oseb, 100 kompletov za razsvetljavo šotorov, 800 počivališč in 200 spalnih vreč za odrasle.
- Bosna in Hercegovina - Vlada Hercegovačko-neretvanskega kantona je donirala 100.000 KM (51.129 EUR).
- Evropska unija - Hrvaška je na dan potresa aktivirala mehanizem civilne zaščite. Program EU Kopernik je zagotovil pomoč pri kartiranju prizadetih območij.
- Francija je poslala 3 šotore za deset oseb, 120 postelj in 120 spalnih vreč.
- Madžarska je poslala 200 taborišč z vzmetnicami.
- Italija je poslala 26 samonapihljivih šotorov in 1000 talnih plošč.
- Litva je poslala 21 šotorov za osem oseb, 21 električnih grelnikov, 200 spalnih vreč in 200 počivališč.
- Črna gora je poslala 30 šotori, 200 električnih grelnikov, 250 spalnih vreč, 200 odej in 100 preprog za spalne vreče. Mesto Kotor je dodelilo 5.000 EUR.

## Posledice
Prvi znanstveni članek o potresu v Zagrebu je bil objavljen 1. julija 2020 v znanstveni reviji Geosciences.
Nekatere zgradbe, ki jih je prizadela potres, so v poplavi med 24. in 25. julijem utrpele nadaljnjo škodo, vključno z Otroško bolnišnico Zagreb na Klaićevi ulici, upravna stavba Univerze v Zagrebu, Fakulteta za naravoslovje, in številna javna  knjižnice. 
Decembra istega leta je Zagreb še poškodoval potres z močjo 6,4 Mw, katerega epicenter je bil blizu Petrinje, 50 km od prestolnice.